# Rosario (Norra Samar)
Rosario (Bayan ng Rosario) är en kommun i Filippinerna. Kommunen ligger på ön Samar, och tillhör provinsen Norra Samar. Folkmängden uppgår till 8 647 invånare.
Rosario är indelat i 11 barangayer.